# Деливери
«Дели́вери» (до ноября 2023 года —  «Ма́ркет Дели́вери», до июня 2023 года — Delivery Club) — российский сервис доставки еды и различных товаров. Был запущен в 2009 году. Изначально работал в формате маркетплейса и специализировался на доставке готовой еды, объединяя в себе различные рестораны с собственными курьерами, позже организовал собственную службу курьерской доставки. Сейчас сервис работает не только на доставку еды из кафе и ресторанов, но также и на доставку продуктов питания, медикаментов, товаров для красоты, зоотоваров, товаров для дома и ремонта, товаров из «Яндекс Лавки».
В июне 2014 года немецкая компания Foodpanda купила 100 % акций Delivery Club. В ноябре 2016 года сервис был куплен Mail.ru Group. В 2019 году сервис вошёл в совместное предприятие VK и Сбера «O2O Холдинг». С сентября 2022 года является частью фудтех-бизнеса Яндекса. 5 июня 2023 года сервис провел ребрендинг, в ходе которого сменил название на «Маркет Деливери», а уже 16 ноября 2023 года название было сокращено до «Деливери».
По состоянию на сентябрь 2022 года, сервис осуществляет доставку в 300 городах России, к сервису подключено свыше 52 тысяч ресторанов и более 19 тысяч магазинов.

## История

### Delivery Club (2009—2023)
Delivery Club был основан в 2009 году Левоном Оганесяном и Анной Шкириной. Первые инвестиции в размере 500 000$ компания Delivery Club получила от основателей проекта.
С 2011 года AddVenture выступали в качестве акционеров компании, инвестировав за весь период сотрудничества 1,5 млн долларов. В этом же году сервис запускает мобильное приложение Delivery Club.
В марте 2012 года компания начала получать прибыль. В декабре 2013 года произошёл публичный раунд 8 млн долларов от Phenomen Ventures, большая часть которого досталась первым частным инвесторам Delivery Club.
В июне 2014 года немецкая компания по доставке еды Foodpanda (проект Rocket Internet) купила 100 % акций Delivery Club. В ноябре 2016 года Mail.ru Group (с 2021 года VK) приобрела Delivery Club за 100 миллионов долларов. В этом же году Delivery Club запустил собственную логистическую службу Delivery Express в Москве.
В апреле 2019 года Delivery Club запустил систему прогнозирования спроса и количества курьеров на базе AI «Алан». Она позволила распределить курьеров по зонам доставки, учитывая уровень, время спроса и предпочтения самого курьера. В июле этого же года развитием компании начал заниматься экс-глава Domino’s Pizza Гюванч Донмез. Он стал вице-президентом по стратегическому развитию foodtech-проектов VK. К концу года компания выходит на рынок доставки продуктов и товаров повседневного спроса из магазинов.
В апреле 2020 года компания создала для пользователей возможность заказа еды навынос. Такая опция стала возможна для всех ресторанов-партнёров компании. В мае к доставке заказов подключились водители «Ситимобила», это позволило увеличить зону доставки. В июле компания расширила ассортимент доставляемых товаров и добавила доставку медикаментов, гаджетов, а позже (в августе) и доставку зоотоваров. К сентябрю в приложении появилась функция бронирования столиков в ресторане. В декабре 2020 года Delivery Club стал эксклюзивным логистическим партнёром фудмолла «Депо.Москва». Пользователям стала доступна доставка из всех корнеров и ресторанов, расположенных на территории «Депо». Также сервис начал сотрудничать с операторами кейтеринга.
В июне 2021 года для жителей Сочи сервис ввёл возможность доставки заказов на гидроциклах. В конце 2021 года сервис запустил подписку на доставку еды, позволяющую пользователям сэкономить на доставке или получить скидку.
В марте 2022 года Delivery Club запустил программу поддержки Instagram-кондитеров, для которых платформа была главным каналом продаж до блокировки Роскомнадзором. Сервис предоставил возможность предпринимателям подключиться к Delivery Club и до конца года получать заказы без комиссии, доставляя их своими силами. В апреле 2022 года компания стала предоставлять услуги B2B-логистики для крупнейших e-com компаний, среднего и малого бизнеса, которым требуется экспресс-доставка. Среди них: X5 Group, «Лента», «ВкусВилл», «Верный», «КуулКлевер», «ЗооОптТорг» и другие. Партнёры не размещались в приложении сервиса — Delivery Club выступал в роли логистического оператора.

### Маркет Деливери (июнь—ноябрь 2023)
23 августа 2022 года было объявлено о том, что Яндекс получает Delivery Club у VK в обмен на Яндекс. Дзен и Яндекс. Новости. 8 сентября Delivery Club перешёл в собственность Яндекса: Яндекс получил 99,95 % ООО «Деливери Клаб» напрямую, ещё 0,05 % — через «дочку» ООО «ГИС Технологии». В связи с этим для ресторанов и магазинов Delivery Club появилась возможность расширить зону доставки за счёт интеграции с Яндекс. Доставкой и возможность пользоваться преимуществами экосистемы Яндекс. Для пользователей расширяется ассортимент, а доставка будет ускорена за счёт увеличения количества курьеров.
В мае 2023 года Яндекс сообщил, что Delivery Club сменит название на «Маркет Деливери» и сосредоточится на экспресс-доставке разных категорий ретейла — электроники, товаров для дома и других. Страус остался в качестве логотипа бренда, хотя и претерпел изменения.

### Деливери (с ноября 2023)
16 ноября сервис вновь провёл ренейминг, сократив название до «Деливери».

Логотип компании с ноября 2023 года по август 2024 года

## Деятельность

### Показатели деятельности
По итогам 2021 года выручка компании Delivery Club составила 16,2 млрд рублей, что на 60 % больше, чем в 2020 году.
По данным 1 квартала 2021 года количество подключенных к платформе ресторанов составило более 43 тыс. заведений, а количество продуктовых магазинов превысило 3900. Количество заказов, доставленных собственной логистической службой, в 1 квартале 2021 года составило 61 % от общего числа заказов, что стало максимальным показателем за все время работы собственной логистики. В марте 2021 Delivery Club также установил новый рекорд по количеству заказов, выполнив 280 тыс. заказов в сутки.
Согласно данным «РБК Исследований рынков», в 2021 году оборот российского рынка доставки готовой еды вырос на 25,7 % и достиг 334 млрд руб. Услуги Delivery Club и «Яндекс. Еды» были доступны в 300 населенных пунктах России. Доля рынка доставки готовой еды составила почти 20 % оборота всего общепита в РФ (1,7 трлн руб.).
В 2020 году Delivery Club вошел в топ-20 самых популярных у российских пользователей бесплатных приложений App Store. Также агентство Online Market Intelligence назвало Delivery Club самым любимым брендом россиян в категории «Сервисы доставки готовой еды и продуктов питания».
В декабре 2021 года впервые выполнил 10 миллионов транзакций.

### Категории доставок
Сервис Delivery Club предоставляет пользователю возможность доставки следующих категорий:
- Доставка готовой еды из кафе и ресторанов ― это первое направление работы сервиса. Сейчас Delivery Club объединяет более 43 тыс. кафе и ресторанов, среди которых: «Вкусно — и точка», Burger King, KFC и Rostic's, Subway, Novikov Group, White Rabbit Family, Пицца Н, «Шоколадница», «Кофе Хауз», «Папа Джонс», Dominos Pizza, «Якитория», «Тануки», Farш, Burger Heroes и другие. В 2020 году у пользователей также появилась возможность заказа кейтеринга и готовой еды из фудмолла Депо в Москве[43][44].
- Экспресс-доставка продуктов и товаров повседневного спроса. Такая возможность появилась в конце 2019 года. Партнером стал сервис экспресс-доставки «Быстроном» ― проект ритейлера «Верный»[45]. Позже количество магазинов-партнеров увеличилось, сейчас среди них: «Пятерочка», «Перекрёсток», «ВкусВилл, «Мираторг», «Магнит», «Дикси» и другие. С декабря 2020 года сервис также начал работать с региональными продуктовыми сетями. Первым партнером стала сеть «Радеж» (Волгоград)[46].
- Доставка медикаментов ― данная опция была запущена в конце 2020 года совместно с сервисом «Все аптеки». Доставка стала доступна из 15 аптечных сетей, включая крупнейшие в России: «Ригла», «36.6», «Планета Здоровья», а также «Эркафарм» и другие. Услуга действует в более чем 150 городах. Время доставки: от 30 минут (в том числе ночью)[47]. Доставляются безрецептурные препараты и препараты, не требующие особых условий хранения[5]. С 2022 года появилась функция самовывоза лекарств из сети «Магнит Аптека»[48].
- Доставка товаров для красоты ― опция стала доступна в конце 2020 года, была запущена совместно с сетью «Магнит Косметик». К доставке пользователи могут выбрать уходовую и декоративную косметику, бытовую химию, а также товары для дома[6]. Позже к сервису подключилась и сеть «Улыбка Радуги»[49].
- Доставка зоотоваров ― опция появилась в августе 2020 года в партнерстве с сетью зоомагазинов «Любимчик»[7].
- Доставка товаров для дома и ремонта ― сейчас эта функция доступна только жителям Краснодара. Осуществляется она из магазинов «Магнит Мастер»[8].
- Доставка из Яндекс. Лавки — доступна с октября 2022 года, работает в некоторых районах Москвы. В дальнейшем планируется подключить все точки Лавки в Москве, Санкт-Петербурге, Ленинградской и Московской областях. Время доставки: 15 минут[50].

### Партнерства и мероприятия
В январе 2019 года Delivery Club совместно с Demeter выпустили лимитированную серию ароматов еды в честь начала сотрудничества с сетью KFC: аромат «Пирожок с яблоком и корицей» и «Куриные крылышки».
В апреле 2019 года Delivery Club запустил меню по мотивам «Игры престолов», приуроченное к выходу финального сезона сериала. Блюда были разработаны совместно с «Кухней на районе»: северный завтрак, грибочки для полумужа, лимонное печенье от пташки и коктейль за стеной.
24 августа 2019 года проходил первый большой фестиваль еды и музыки Delivery Fest. Посетители могли пройтись по аллее ресторанов, всего было расположено 10 зон с различными национальными кухнями. В каждой зоне была предусмотрена программа национальных развлечений. Также в плане фестиваля был лекторий на тему еды и ресторанной индустрии и музыкальная программа.
В ноябре 2019 года Delivery Club и бургерная «Ракета» начали продавать хот-доги с сосиской из растительного мяса.
В июле 2020 года Delivery Club совместно с Всемирным фондом дикой природы (WWF) запустили виртуальный ресторан «Дикая доставка» в поддержку вымирающих животных.
В 2022 году Delivery Club совместно с петербургским блогером Vlad Slav запустили аудиогиды «За Невой» с маршрутами по 5 районам Петербурга, расположенным за пределами туристического центра.

## Курьерская служба

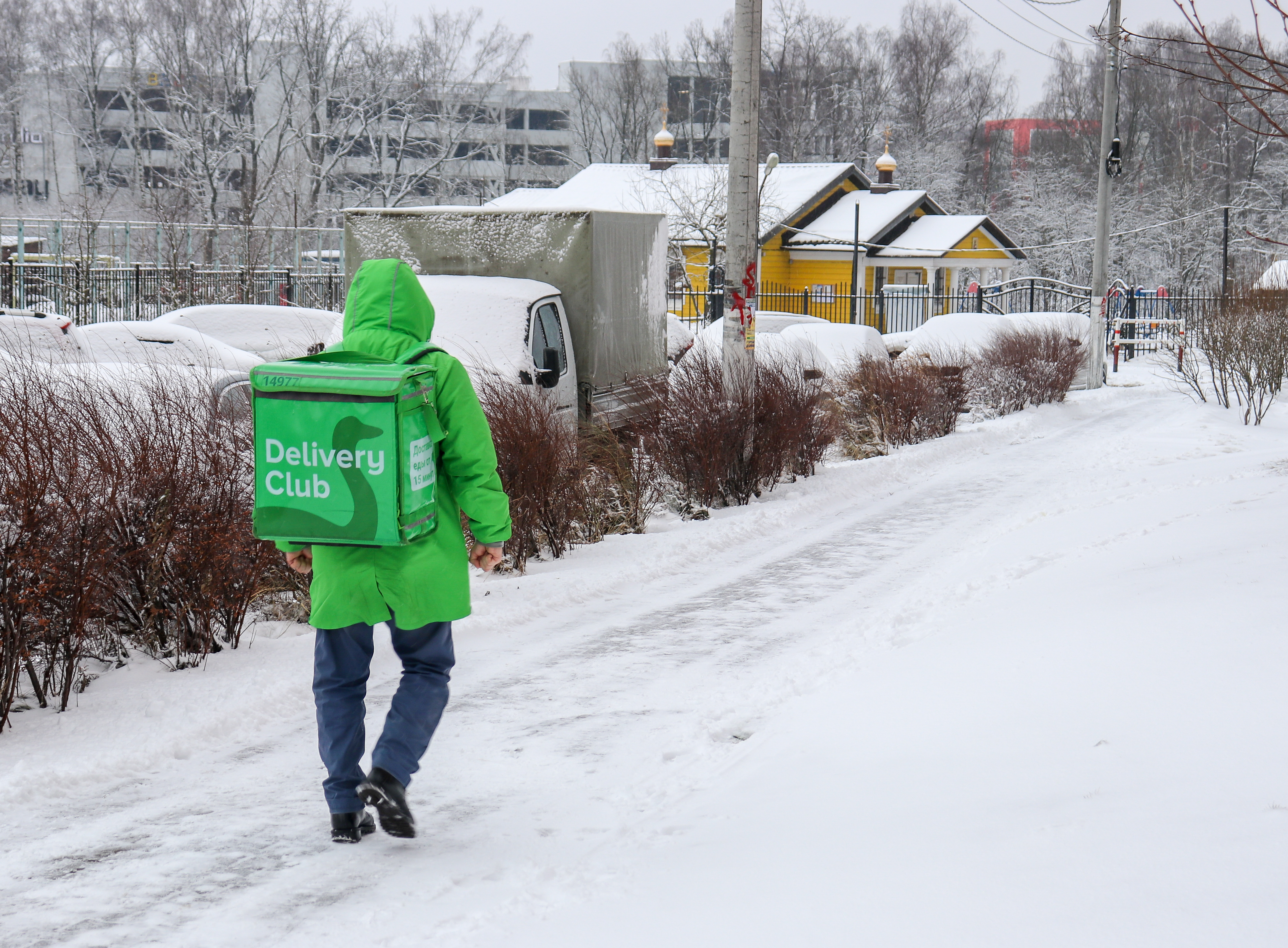
Курьер Delivery Club в Москве

Курьеры, сотрудничающие с Delivery Club, начали доставлять заказы в Москве в 2016 году. Сначала заказы доставлялись только в пределах третьего транспортного кольца. В 2019 году Delivery Club начал активно расширять географию собственной логистической службы.
За первые месяцы 2019 года курьеры-партнеры Delivery Club появились во всех городах-миллионниках, а в конце года сервис начал экспансию в города с населением от 200 тысяч человек.
В марте 2021 года сервис установил рекорд по количеству доставок ― 280 тысяч доставок в сутки.
7 июля 2020 года профсоюз курьеров компании объявил бессрочную забастовку в связи с невыплатами заработной платы. Сотрудники сообщили об ухудшении условий труда, расширении зоны доставки и появлении необоснованных штрафов. 9 июля 2020 года компания сообщила о полном погашении задолженностей перед сотрудниками.
В сентябре 2020 года Delivery Club ввёл новую систему тестирования курьеров при приёме на работу. Помимо основного тестирования на знание курьерского мобильного приложения и стандартов работы службы, потенциальный курьер-партнёр должен сдать экзамен на ПДД. В 2021 году была также разработана программа обучения для велокурьеров. Она написана на русском, узбекском, киргизском и таджикском языках и находится в общем доступе, ей могут воспользоваться и другие сервисы доставки. В основе программы — инструкции и чек-листы, которые используют госорганы, велоактивисты и сотрудники крупных служб доставки в Америке, Азии и Европе. Есть правила безопасной езды на дорогах, во дворах и парках, гайды по ежедневной и еженедельной проверке велосипеда. В помощь обучающимся курьерам компания запустила велокурьерский патруль, куда вошли опытные курьеры-велосипедисты, которые должны были обучать велокурьеров компании правилам дорожного движения и следить за их соблюдением.
В 2021 году был запущен собственный сервис безналичных чаевых для официантов Delivery Club Tips.
В ноябре 2021 года компания запустила Центр карьеры курьеров. Он позволяет пройти профориентационные тесты и получить карьерные консультации, а также подобрать вакансии для начинающих специалистов в сферах маркетинга, продаж и IT.

### Сотрудничество с «ЛизаАлерт»
В феврале 2022 года Delivery Club и поисково-спасательный отряд «ЛизаАлерт» объявили о начале сотрудничества. Курьеры сервиса будут получать ориентировки о пропавших людях и инструкции о том, как им помочь. Оперативность распространения информации о пропавших будет обеспечиваться через систему коммуникации сервиса с курьерами, ориентировки будут отправляться тем сотрудникам, которые доставляют еду в районе, где в последний раз был замечен человек.
На первом этапе сотрудничества ориентировки будут получать курьеры в 31 крупнейшем городе России. Позднее эта практика распространится на все населённые пункты, где работает сервис.

## Технологии
В марте 2019 года Delivery Club внедрил искусственный интеллект для прогноза спроса на доставку еды. Система «Алан» с помощью искусственного интеллекта формирует расписание курьеров, исходя из спроса на доставку еды в разных районах города и заказов, приходящих в службу доставки.
Программное обеспечение на основе искусственного интеллекта учитывает сложные исторические или внешние данные вроде спортивных событий или атмосферного давления. Система также даёт возможность курьерам определить предпочтения по зонам доставки в приложении и подтвердить назначенные смены.

## Работа во время COVID-19

### Поддержка локальных несетевых заведений
В марте 2020 года Delivery Club запустил проект в рамках программы поддержки несетевых заведений. На специальном лендинге жители любого города в течение месяца могли рассказать о любимых ресторанах, местных кофейнях, городских кондитерских и других местах, которых им не хватало. Такие заведения подключали к сервису доставки.

### Мобильные медицинские бригады для проверки курьеров
Начиная с 6 апреля 2020 года, компания начала проверку курьеров на коронавирус. Для этого сервис запустил мобильные бригады в Москве, контролирующие здоровье курьеров, работающих в разных районах города. Если в момент медицинского осмотра у курьера выявлялись признаки заболевания, он не мог далее продолжать работу до полного выздоровления. Вне зависимости от наличия или отсутствия признаков заболевания у всех курьеров во время осмотра брали анализ на коронавирус. В Москве был организован пункт выдачи курьерам медицинских масок, перчаток и антисептических средств для рук, а позже такой же появился и в Санкт-Петербурге.

### Удвоенные чаевые курьерам
В апреле 2020 года на фоне повышенного спроса на доставку готовых блюд и продуктов компания увеличила сумму чаевых курьерам в два раза за свой счёт. По данным компании, количество чаевых для курьеров во время перехода россиян на режим самоизоляции выросло более чем на 40 %.

### Бесконтактная доставка
13 марта 2020 года в приложении Delivery Club появилась функция бесконтактной доставки. В таком случае курьер оставляет заказ на рюкзаке у двери, отходит на расстояние не менее трёх метров и сообщает о доставке по телефону. После того как клиент забирает заказ, курьер возвращается за рюкзаком, дезинфицирует его и продолжает работу.

### Отмена заказа наличными
19 марта 2020 года компания отключила возможность оплаты заказов наличными, доставку которых осуществляют курьеры логистической службы Delivery Club. Оплата была возможна только в мобильном приложении с помощью банковской карты, Apple Pay или Google Pay.

## В обществе
Униформа курьеров Delivery Club используется в России для ухода от полицейской слежки. В частности, этим приёмом воспользовалась участница группы Pussy Riot Мария Алехина и муниципальный депутат Люся Штейн.